# Lista de óxidos
Esta é uma lista de óxidos.
- óxido de ferro
- óxido de cálcio
- óxido de carbono
- óxido de cromio
- óxido de nitrogênio
- óxido de enxofre
- óxido de zinco
- óxido de mercúrio
- óxido de selênio
- óxido de bromo
- óxido de prata
- óxido de lítio
- óxido de fósforo
- óxido de sódio
- óxido de chumbo
- óxido de césio
- óxido de bário
- óxido de potássio
- óxido de rubídio
- óxido de berílio
- óxido de escândio
- óxido de ítrio
- óxido de urânio